# Макарије II Јерусалимски
Патријарх Макарије II (стгрч. Πατριάρχης Μακάριος Β 574/575.)  патријарх Јерусалима и целе Палестине у два мандата, од октобра 552, а други пут између 563/564 и 574/575. Био је патријарх у другој половини владавине цара Јустинијана I, током жестоке борбе између супротстављених христологија.

## Биографија
Ништа се не зна о раном животу Макарија II. После упокојења светитеља и патријарха јерусалимског Петра I (544), више година је остао упрашњен патријаршијски трон. У октобру 552. године, уз помоћ Теодора Аскиде, епископа Кесарије Кападокијске, Макарије II је уздигнут на јерусалимски патријаршијски трон од стране групе екстремних присталица оригенизма - палестинских монаха из манастира Нове лавре у Фекое (Текуа) у близини Витлејема, називани „изохристима“, јер су „веровали да ће у будућем животу људске душе бити једнаке души Христовој“.
Међутим, цар Јустинијан, непоколебљиви православни хришћанин, није одобравао Макарија, те га је исте 552. свргнуо због оригенизма. Искористивши свргавање Макарија, игумана манастира Мар Саба, Конона, и бившег поглавара умерене оригенистичке групе, „протоктиста“, Исидор, који се вратио у православље, поднео је захтев цару Јустинијану.
Убрзо је Конон добио аудијенцију код цара, на којој је Јустинијану скренуо пажњу на податке о насиљу и противљењу оригениста, а такође је поднео молбу за постављање за патријарха Јерусалима намесника Александријске цркве, монаха Јевстохија, који је у то време (децембра 552) био у Цариграду, где је био прогнан.
Године 552-553 у провинцији Палестина Прима дошло је до насилних верских немира, током којих је центар оригенизма, манастир Нова лавра, чији су становници одбили да признају акте Петог васељенског сабора, упали царске трупе и растурили. Међутим, то није сломило отпор оригениста и монофизита православним верским и световним властима.
563. или 564. (према другим изворима, 567. године), Јустинијан, који је сумњао да Јевстахије симпатише оригенизам, га је свргнуо. Након тога, Макарије је поново ступио на патријаршијски престо, који је заузимао до своје смрти 574. или 575. године.
Иако су многи сумњали у Макарија за оригенизам, он је сматрао потребним да га осуди, а уједно и учење Евагрија Понтијског и Дидима Слепог још пре његовог другог избора.